# OpenTherm
OpenTherm (amb acrònim OT) és un protocol de comunicacions estàndard utilitzat en sistemes de calefacció central per a la comunicació entre una caldera de calefacció central i un controlador termostàtic. Com a estàndard, OpenTherm és independent de qualsevol fabricant. En principi, un controlador del fabricant A es pot utilitzar per controlar una caldera del fabricant B. Tanmateix, els controladors i les calderes OpenTherm no sempre funcionen correctament junts. L'estàndard OpenTherm inclou una sèrie de funcions opcionals i alguns dispositius poden incloure funcions específiques del fabricant. La presència o absència d'aquestes funcions pot afectar la compatibilitat amb altres dispositius OpenTherm.
OpenTherm es va fundar l'any 1996 perquè diversos fabricants necessitaven un sistema de comunicació senzill d'utilitzar entre el controlador d'habitació i la caldera. Havia de funcionar, com els controladors existents, sobre els dos cables existents, no sensibles a la polaritat, sense l'ús de bateries. Per una lliura britànica, Honeywell va vendre la primera especificació a l'Associació OpenTherm el novembre de 1996. Poc després van aparèixer els primers productes al mercat. L'any 2008 l'Associació havia crescut fins als 42 membres i ha actualitzat i millorat regularment les especificacions. A més, l'Associació també és activa fent lobby pels interessos dels seus membres i també està present en exposicions com l'ISH (Frankfurt) i la Mostra Convegno (Milà). El 2006, l'associació compta amb 53 membres d'arreu del món.
La comunicació és digital i bidireccional entre el controlador (mestre) i la caldera (esclau). Es poden transferir diverses ordres i tipus d'informació; tanmateix, l'ordre més bàsic és establir la temperatura objectiu de l'aigua de la caldera. OpenTherm fa ús d'un cable tradicional de 2 fils sense trenar entre el controlador i la caldera. OpenTherm no és sensible a la polaritat: els cables es poden intercanviar. La longitud màxima del cablejat és de 50 m fins a una resistència màxima de 2 x 5 ohms. Per a la compatibilitat amb els controladors termostàtics de commutació tradicionals, OpenTherm va especificar que si els dos cables estan connectats entre si, la caldera s'encendrà.